# Bataille du Haut Sebaou
Conquête de l'Algérie par la France
La bataille du Haut Sebaou désigne une série d'engagements qui eurent lieu entre le 29 mai et le 5 juillet 1854, lors d'une expédition française en Kabylie, au cours de la conquête de l'Algérie par la France.

## Contexte

### La Guerre de Crimée
En octobre 1853, l'Empire ottoman déclare la guerre à l'empire russe, initiant ainsi la guerre de Crimée. Le 27 mars 1854, la France et le Royaume-Uni déclarent à leur tour la guerre à la Russie, à la suite d'un ultimatum ignoré par cette dernière.
Entre mars et juin 1854, l'effectif des troupes françaises stationnées en Algérie passe de 75 000 à 45 000 hommes, tandis que 30 000 hommes sont embarqués depuis les ports de la colonie pour être déployés en Crimée. Ayant toujours bénéficié depuis 1830 d'une paix relative en Europe, les Français avaient théorisé avec crainte la possibilité d'un soulèvement général dès lors que la France serait engagée dans une guerre majeure.

### L'insurrection du Chérif Boubaghla
Le chérif Boubaghla fait son apparition en Kabylie dans le courant de l'année 1849, et commence à y prêcher la guerre sainte contre l'envahisseur français. Début 1851, il a amassé suffisamment d'influence dans certaines tribus du cercle d'Aumale pour que les Français commencent à s'inquiéter de ses agissements.
Le 10 mai 1851, à la tête d'environ 9 000 guerriers kabyles, il tente en vain de capturer Béjaïa, mais son assaut est repoussé par la garnison française de la ville. Boubaghla et ses hommes mènent ensuite plusieurs combats infructueux contre le général Camou dans la région de l'Oued Sahel en mai et juin 1851. Par la suite, Boubaghla instigue la révolte des Guechtoula, qui est réprimée par le général Pélissier à l'automne 1851. En juin 1852, Boubaghla est sérieusement blessé lors d'un combat contre les contingents kabyles du capitaine Beauprêtre (it).
Boubaghla et ses contingents mènent de nombreux raids contre les tribus soumises aux Français (particulièrement les Aït Abbas, leur cible privilégiée), pillant et brûlant un certain nombre de villages,,.
Vers la fin de l'année 1853, Boubaghla se fait construire une maison au sud du village de Taourirt-n-Aït Hidjer, chez les Aït Idjer, et s'y installe de manière permanente. Durant plusieurs mois, une trêve plus ou moins explicite est entendue entre Boubaghla et les tribus soumises à la France, durant laquelle aucun raid ou affrontement n'a lieu.
Cette trêve est rompue en mars 1854, à la suite d'un différend entre Boubaghla et la tribu des Amraoua. En plus des Aït Idjer, Boubaghla parvient à rallier les Aït Djennad et les Ait Ghobri à sa cause. Avec le retour des hostilités, Belkacem Oukaci (ar), le chef des Amraoua, demande des renforts au général Randon, le gouverneur général d'Algérie. Ancien compagnon d'armes de l'émir Abdelkader, Belkacem Oukaci collabore depuis 1847 avec les Français, qui l'ont nommé bachagha du Sébaou.
Ne pouvant envoyer de renforts conséquents à cause des préparatifs de la guerre de Crimée, Randon envoie tout de même le capitaine Wolff, à la tête de 50 spahis, afin d'aider le bachagha Oukaci à organiser la lutte contre les tribus rebelles.

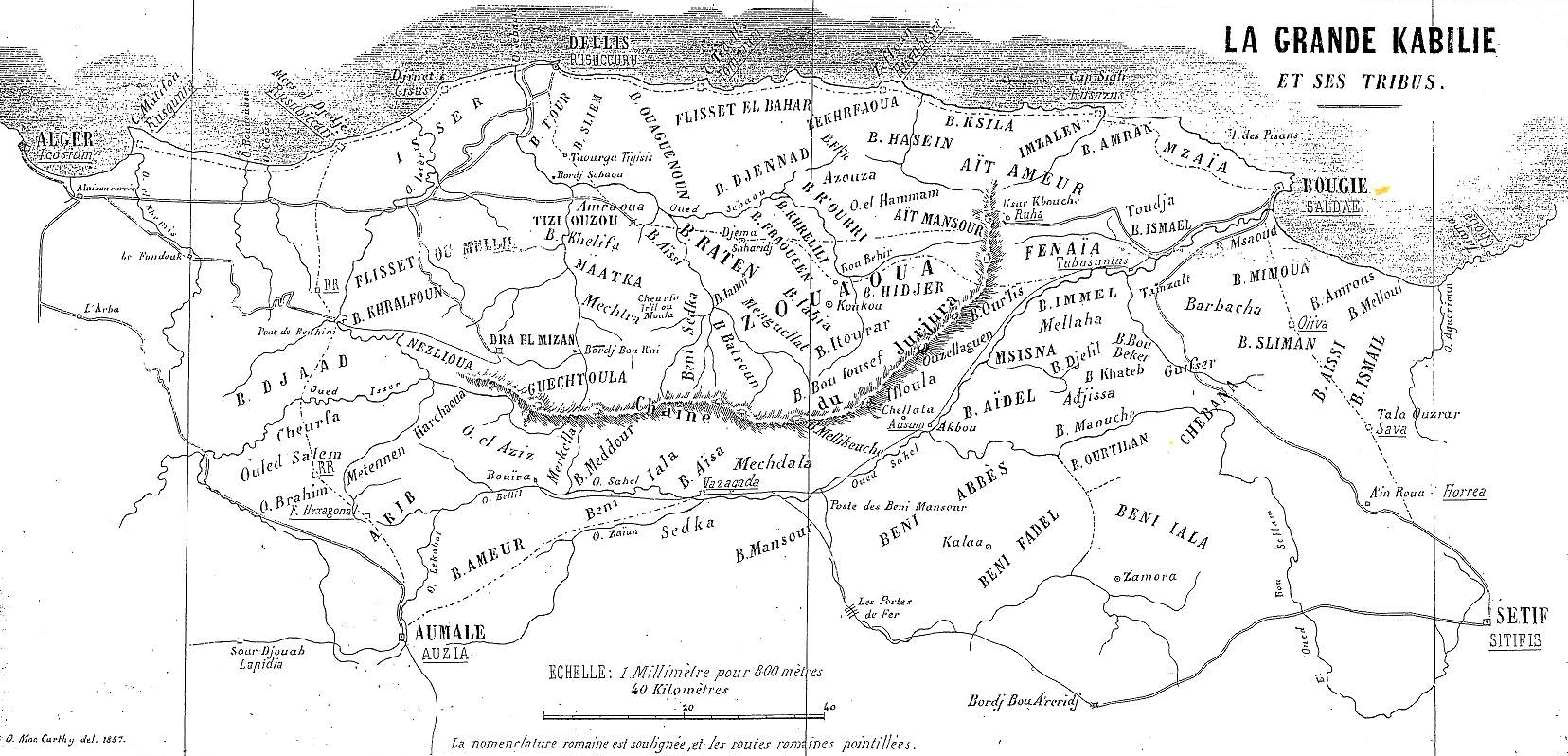
Carte des différentes tribus kabyles au XIXe siècle.

Le 7 avril 1854, avec ses 50 spahis, ainsi que 300 cavaliers et 2 500 fantassins du contingent kabyle du bachagha Oukaci, le capitaine Wolff attaque Azazga, où se trouve alors Boubaghla. L'un des villages est pris et brûlé, mais les troupes de Wolff et Oukaci sont forcées de se retirer après avoir épuisé leurs munitions. Boubaghla est gravement blessé à la tête durant cet engagement, tandis qu'il tente de rallier ses hommes contre l'ennemi,,.
Le 27 avril, craignant d'être livré aux Français par les Ait Ghobri qui ont entamé des démarches de soumission, Boubaghla quitte Azazga et va s'installer chez les Aït Djennad. À la suite de l'envoi de munitions depuis Alger, les forces du capitaine Wolff et du bachagha Oukaci lancent, le 3 mai, une nouvelle attaque sur Azazga et capturent cette fois tous les villages, amenant à la soumission de la tribu.
Conscient que les maigres forces du capitaine Wolff et du bachagha Oukaci ne pourront pas à elles seules venir à bout de puissantes tribus comme les Aït Djennad et les Aït Idjer, le général Randon décide d'organiser une expédition afin d'aller mettre un terme à la révolte de ces tribus avant que l'insurrection ne prenne plus d'ampleur.

## Déroulement de l'expédition
Selon les plans du général Randon, il est prévu que l'expédition engagera deux divisions, qui pénétreront simultanément dans la Grande Kabylie par l'ouest et l'est, puis se rejoindront sur le territoire des Aït Djennad.
La division d'Alger, 6 570 hommes provenant des contingents d'Alger et d'Oran et commandés par le général Camou, est progressivement échelonnée sur le bordj de Tizi Ouzou entre le 17 juin et le 30 mai. Le 1er juin, la division campe à Chaoufa, aux portes du territoire des Aït Djennad. Elle y est rejointe le 2 juin par le général Randon, qui prend en personne les commandes de l'expédition.
Le général Mac Mahon quitte Sétif le 29 mai avec une seconde division, forte de 5 377 hommes et 800 chevaux et mulets provenant du contingent de Constantine, et vient bivouaquer à Kebouche le 1er juin.

### Combats d'Aghribs
Réalisant l'imminence de l'attaque française, les Aït Djennad font évacuer Aghribs et les villages environnants. Les femmes, enfants et autres non-combattants , ainsi que les troupeaux et les biens les plus précieux, sont emmenés vers des villages en retrait de l'autre côté de la montagne. Aghribs est fortifié à l'aide de grosses pierres et les guerriers des Aït Djennad et de leurs alliés, au nombre de 3 000 environ, y sont regroupés.
Boubaghla, désormais remis de sa blessure d'avril, propose de diriger la défense. Cependant, le marabout Si Cherif ben El-Arbi le convainc de prendre la fuite. En effet, le bachagha Belkacem Oukaci a offert une forte récompense à quiconque lui remettrait Boubaghla, et Si Cherif ben El-Arbi craint que certains de ses hommes puissent succomber à l'appât du gain.
Dans la nuit du 2 au 3 juin, Boubaghla, sans bagages et accompagné de seulement deux cavaliers, quitte le territoire des Aït Djennad pour rejoindre celui des Aït Idjer, au sud-est. L'opération est risquée, car il doit pour cela traverser le territoire des Aït R'obri, tribu récemment soumise à la France et que la présence angoissante des colonnes françaises à ses portes pourrait pousser à un excès de zèle. Néanmoins, aucun incident n'a lieu et il arrive sans complications chez les Aït Idjer.
Le 4 juin à 5 heures du matin, la division Camou lève le camp de Chaoufa et se dirige sur le territoire des Aït Djennad. Elle parvient aux abords du village d'Aghribs aux environs de 9 heures et demie.
Trois colonnes d'attaque sont alors formées. Sur la gauche, sous les ordres du général Rivet, une colonne composée du contingent kabyle de Belkacem Oukaci, de toute la cavalerie française et d'un bataillon du 60e de ligne, a pour ordre de décrire un arc de cercle afin de contourner le village par le col d'Agouni Cherki. Au centre, une colonne composée d'un bataillon de zouaves et d'un bataillon du 11e léger, se porte frontalement sur le village. La troisième colonne, sur la droite, est composée de deux bataillons du 11e léger et de deux compagnies de tirailleurs algériens.
En dépit de ses retranchements, Aghribs est rapidement enlevé par l'assaut des Français. Les Kabyles paniquent en voyant leur ligne de retraite menacée par le mouvement tournant de la colonne de gauche et fuient de manière désordonnée en direction du mont Tamgout, à l'est. Le combat est terminé en moins de deux heures, et les Français installent leur camp au Tnine (emplacement du marché du lundi) des Aït Djennad, légèrement au sud-ouest d'Aghribs. Les pertes françaises sont de 3 morts et 32 blessés. Les Kabyles eurent de leur côté une cinquantaine de morts et de nombreux blessés.
Les villages Aghribs, Taguercift, Ikherbane et Tazerout, qui avaient été désertés par leurs habitants avant les combats, sont incendiés par les Français. De leur côté, les contingents kabyles de Belkacem Oukaci brûlent Tala-Tegana, Azrou et Adjarar. Ayant appris qu'une partie des Aït Djennad s'est réfugiée au village de Iagachene, sur l'autre versant de la montagne, le général Randon y envoie une colonne. Les habitants aperçoivent les Français et prennent la fuite avant leur arrivée. Le village est ensuite pillé, puis brûlé par les troupes françaises.
Le lendemain, 5 juin, les Français vont incendier les villages de Taboudoucht, Tiouidiouine et Bu Beker, au nord de Iagachene. Vers 10 heures dans la soirée, Hamniou ben  Hammou, un des chefs du bachagha Belkacem Oukaci, est assassiné au campement des contingents kabyles. Son assassin, un Kabyle, ne peut être identifié et parvient à s'enfuir. À la suite de cet événement, le général Randon décide que les contingents kabyles (à l'exception du bachagha lui-même) ne prendront pas part à la suite de l'expédition.
Dans la journée du 6 juin, les Aït Djennad, les Iflissen Lebhar et les Izer'Faouen viennent présenter leur soumission. Il leur est requis de s'acquitter du paiement d'un impôt de guerre. Les possessions de Boubaghla, dont son esclave mulâtresse nommée Halima bent Messaoud, sont également remises aux Français.

### Mac Mahon contre les Aït Hassaïn
Le général Mac Mahon, pensant devoir attaquer en priorité les Aït Idjer, avait commencé à diriger sa colonne vers Tifrit n'ath Oumalek. Cependant, il reçoit le 3 juin une dépêche du général Randon lui ordonnant d'aller se porter contre les Aït Hassaïn, plus au nord. La colonne change de direction, et elle campe le lendemain au Haad (emplacement du marché du dimanche) de Zekri.
Les guerriers des Aït Hassaïn et de quelques tribus environnantes, environ un millier d'hommes, sont rassemblés sur le col de Sidi-Aïssa. Il s'agit d'un escarpement rocheux couvert de chênes et de broussailles, qui domine la position française et la sépare du territoire de la tribu Aït Hassaïn. Mac Mahon envoie un cavalier pour parlementer, mais celui-ci est reçu à coups de fusils. Après avoir pris leur repas, les Français se lancent à l'attaque du col vers midi et demi.
Après une brève fusillade, les troupes françaises enlèvent la crête par un assaut général couvert par l'artillerie. Les guerriers kabyles sont repoussés sur le versant opposé, puis poursuivis. Des bataillons de zouaves et du 16e léger s'emparent des villages d'Agueni-Aïssa, Alma Tegma (kab) et Aguemmoun. Le 7e bataillon de chasseurs à pied capture les villages de Tizeghouine et Tahriqth b aâmara, tandis que des bataillons de tirailleurs algériens prennent le village de Tala Mala. Le futur général Japy, alors simple lieutenant de 28 ans au 3e régiment de zouaves, s'illustre durant ces combat.
Les villages sont pillés, et vers 16 heures, le général Mac Mahon donne l'ordre de rentrer au camp. Le soir même, deux marabouts des Aït Hassaïn viennent indiquer la soumission de leur tribu. Le lendemain, la colonne française établit son camp sur le territoire des Aït Hassaïn, et les quatre autres tribus qui avaient pris part aux combats de la veille viennent présenter leur soumission.

### Réunion des deux divisions françaises
La division de Mac Mahon reste chez les Aït Hassaïn jusqu'au 8 juin, afin de percevoir l'impôt de guerre des tribus qu'elle vient de soumettre. Le 9, elle va installer son camp sur la rive droite de l'oued Sidi Ahmed Youcef, à 800 mètres de la mer, et y est ravitaillée en vivres et en munitions par un navire à vapeur.
Le 10 juin, le général Camou, escorté par un piquet de spahis, vient visiter le camp de Mac Mahon. Le 12, la division de Camou et la division de Mac Mahon se rejoignent aux alentours de Freha, puis établissent leur camp sur les bords d'un ruisseau des environs nommé Ighzer Oudeles (Oued Diss). Le général Randon passe en revue les troupes de la division de Mac Mahon.
Le 13 juin, les blessés et les malades des deux divisions sont évacués vers le poste de Tizi Ouzou à l'ouest, tandis que le général Randon, escorté par la cavalerie de la division Camou, va effectuer une reconnaissance aux abords du territoire des Aït Idjer, à une vingtaine de kilomètres au sud-est.
Le 15, les deux divisions remontent le Sébaou sur une vingtaine de kilomètres et établissent leur camp à Boubhir, sur le territoire des Aït Bou Chaïeb. La cavalerie est envoyée fourrager dans les champs des Aït Idjer voisins, mais ne rencontre aucune résistance, les habitants ayant gagné les hauteurs en prévision des combats à venir.
S'attendant à une confrontation imminente entre les Français et les Aït Idjer, la plupart des tribus hostiles aux français envoient au cours de la journée leur propre guerriers en renfort. Depuis leur camp, les Français observent l'afflux continu de guerrier des tribus environnantes en direction du territoire des Aït Idjer.
Boubaghla quitte quant à lui les Aït Idjer pour aller se réfugier, en passant par les territoires des Illoula Oumalou, des Aït Itsouragh et des Aït Ouassif, chez les Aït Yenni, où il arrive le 17 juin. Il y est accueilli froidement par ces derniers, qui craignent qu'il attire sur eux la fureur destructrice des colonnes françaises.

### Prise du Sebt des Aït Yahia
Le 16 juin à 3 heures du matin, contre toute attente, Randon ne dirige pas ses colonnes à l'est vers les Aït Idjer, mais vers les montagnes du Djurdjura au sud-ouest, en vue de prendre Ait Hichem où se trouve le Sebt (emplacement du marché du samedi) des Aït Yahia.

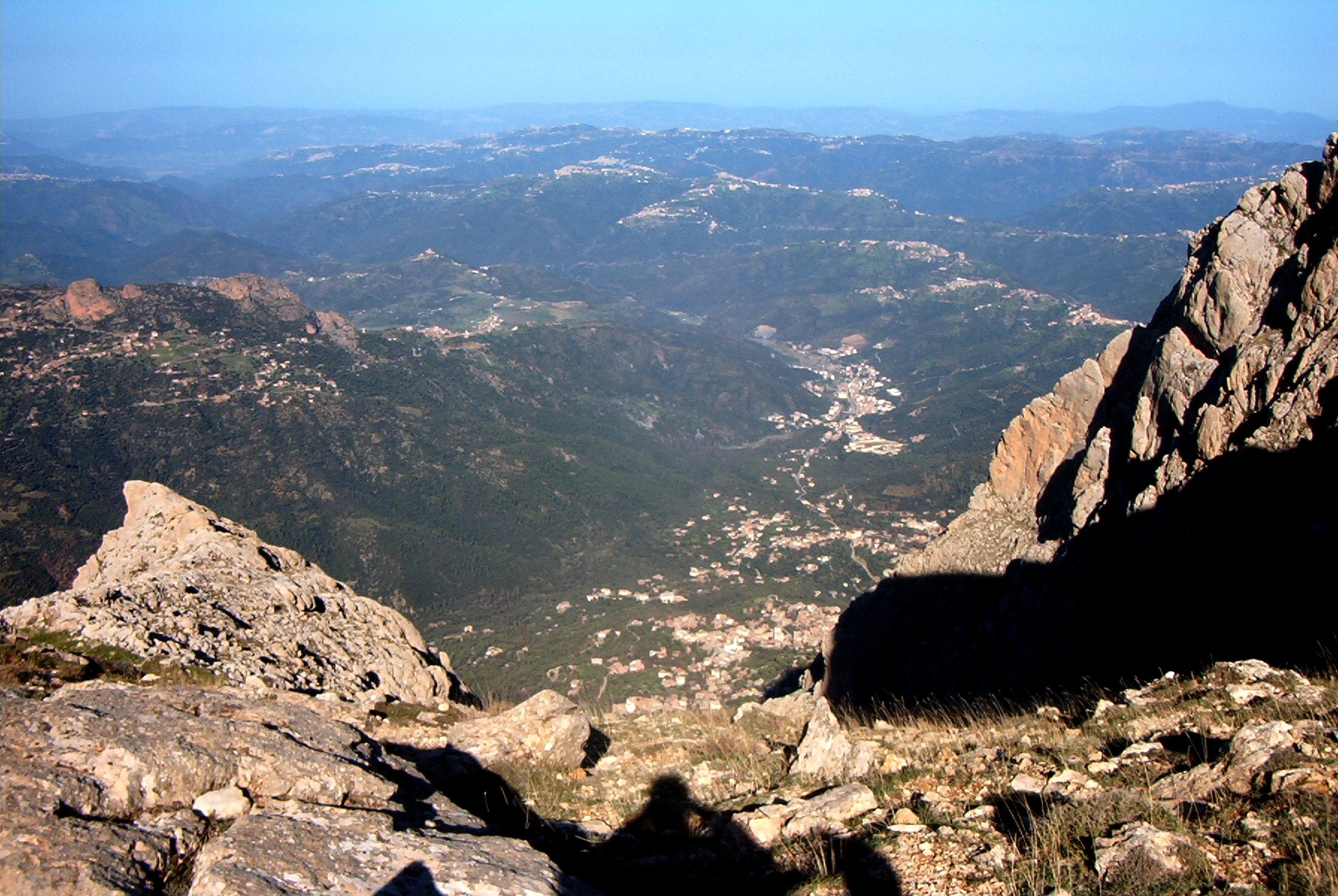
Paysage du Djurdjura.

Avec l'aide de Belkacem Oukaci, à qui la tribu des Aït Bou Chaïeb est soumise, la colonne française traverse Souamaâ sans rencontrer de résistance. Elle marche ensuite en direction de Igoufaf, qu'elle traverse sans incidents. Quand la colonne arrive au village de Taka, appartenant aux Aït Yahia, les rares hommes présents au village, paniqués, prennent leurs fusils pour protéger la fuite des femmes et des enfants.
Aux côtés des Français chevauche Mohamed ou Saïd Naît Chikh, un membre éminent de la tribu des Aït Yahia et partisan de Belkacem Oukaci. Il s'interpose et informe les hommes du village qu'il a conduit les Français ici et que les villageois n'ont rien à craindre. Il se fait injurier mais désamorce malgré tout la situation et la colonne reprend sa marche sans avoir à combattre.
Lorsque la tête de la colonne arrive au village de Boushel, peu avant Ait Hichem, elle y rencontre des membres de la tribu des Aït Yahia en train de creuser des retranchements pour empêcher l'avancée des Français. Cependant, Belkacem Oukaci et Mohamed ou Saïd Naît Chikh parviennent à les convaincre de renoncer à leur projet, et les Français peuvent continuer leur marche.
Vers 10 heures du matin, la tête de la colonne parvient au Sebt des Aït Yahia, logé sur un sommet qui domine les environs. L'ascension de la colonne française, très étirée sur les étroits sentiers de montagne, prend la journée entière, et ce n'est qu'à 19 heures que le dernier bataillon atteint finalement le Sebt.
En voyant les Français prendre possession du Sebt des Aït Yahia, les tribus voisines sont frappées d'effroi. Certaines tribus qui étaient jusqu'ici restées officiellement neutres, telles que les At Menguellat, rejoignent ouvertement l'opposition aux Français, et de grands feux sont allumés aux sommets des montagnes environnantes pour appeler les guerriers de la région au combat.

### Combats du 17 juin
Au matin du 17, les Français s'aperçoivent que les forces des Kabyles se sont massées autour d'eux. Aux sud-est, sur le territoire des Aït Menguellat, sont rassemblés les contingents des Aït Menguellat, des Aït Iraten, des Aït Yenni et de quelques autres tribus environnantes. Au sud-ouest, sur le territoire des Aït Itsouragh se trouvent les contingents des Aït Itsouragh, des Aït Illilten, des Aït Idjer et des Aït Mellikeche.
La division de Mac Mahon est alors envoyée du côté des Aït Itsouragh, tandis que la division Camou s'occupe du territoire des Aït Menguellat.

#### Division Mac Mahon
Durant la nuit, les Kabyles ont bâti des fortifications de fortune entre les villages de Tachekirt , Tazerout et le pic d'Akarrou-Bourdja. La maraboute Lalla Fatma N'Soumer, de la tribu des Aït Itsouragh, procède avec son frère Sidi Tahar au recrutement d’imseblen, des volontaires qui ont pour devoir de combattre jusqu'à la mort et de mourir en martyr si nécessaire. Bien que prévoyant d'en rassembler un millier, la précipitation ne leur laisse le temps d'en recruter qu'un peu plus de 150,.
Le général Mac Mahon divise sa division en deux colonnes. Il envoie l'une d'elles, commandée par le général Maissiat, attaquer frontalement les fortifications, tandis qu'il emmène la seconde vers les hauteurs de Timezguida afin de contourner la ligne de fortification par l'est.
Le retranchement de Tachekirt tombe rapidement, mais les autres tiennent plus longtemps. Sur une colline des environs, la maraboute Lalla Fatma, vêtue de rouge, et d'autres femmes kabyles encouragent les guerriers de leurs tribus en poussant de grands cris. Voulant en finir, le général Maissiat ordonne à sa colonne un assaut général, qui vient à bout des derniers retranchements. Les imseblen, combattant torse nu et attachés les uns aux autres par une corde, sont tués à la baïonnette.
Dans le même temps, la colonne commandée par Mac Mahon a pris possession des hauteurs de Timezguida. Elle s'empare ensuite des villages d'Iferhounène, Aït Hamou, Aït El Mansour, Ait Ali Ouyahia et Iberber, et les livre aux flammes. Les hommes de Maissiat vont quant à eux brûler le village de Aït Arbi.
Le jour touchant à sa fin, les troupes françaises se mettent en route pour rentrer au camp. À ce moment, les guerriers kabyles qui s'étaient réfugiés sur les hauteurs pour fuir les Français descendent massivement pour attaquer la colonne. Les Français sont plusieurs fois obligés de stopper leur marche et de repasser à l'offensive, afin de repousser les Kabyles qui ne cessent de harceler la colonne qu'après qu'elle eu passé Tazerout.
Les pertes de la division Mac Mahon lors des combats du 17 juin sont de 25 morts et plus de 150 blessés. Les Kabyles essuyèrent de lourdes perdes, en particulier du côté des imseblen qui furent quasiment tous tués,.

#### Division Camou
À l'ouest, les contingents kabyles s'étaient au matin rassemblés à Djama-Sidi-Saïd, une qoubba bâtie sur une crête qui sépare le territoire des Aït Yahia de ceux des Aït Menguellat et des Aït Iraten. Après un bref bombardement d'artillerie, un bataillon de zouave et un bataillon du 25e léger chargent, faisant fuir les guerriers kabyles qui se retranchent dans plusieurs villages en contrebas.
Après avoir examiné la région depuis cette position, le général Randon ordonne une attaque combinée sur les villages où se sont réfugiés les Kabyles. Le général Pâté est envoyé avec un bataillon de zouaves et un bataillon du 60ème de ligne contre le village de Taourirt At-Menguellet, capitale des Aït Menguellat, tandis que le général Bosc est envoyé avec un bataillon du 25e léger et un bataillon du 11e léger contre les villages des Aït Iraten.

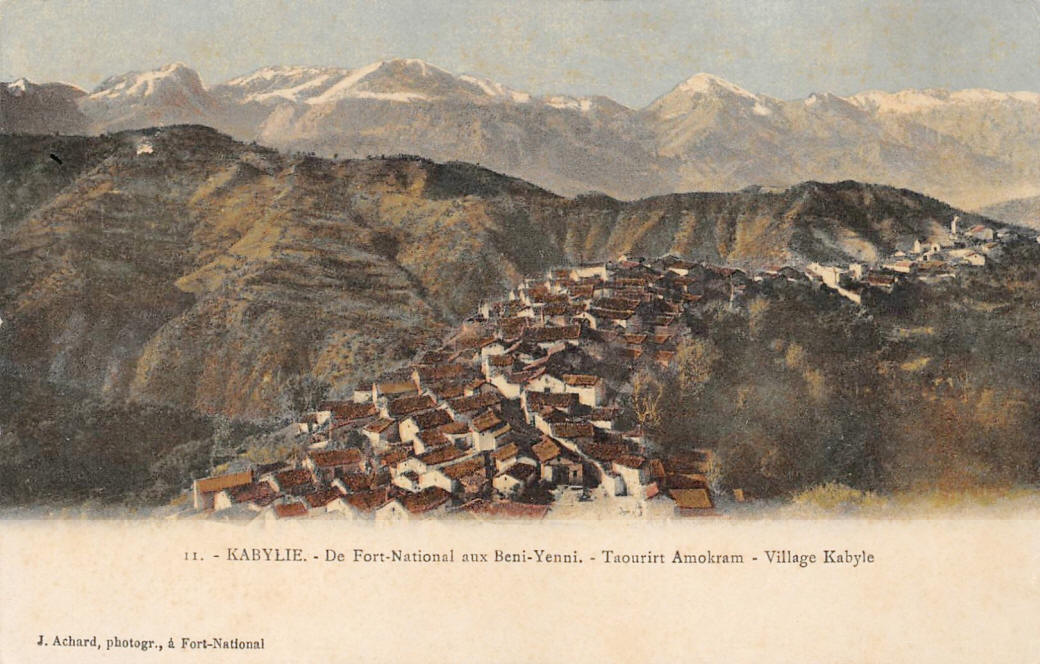
Photographie d'un village kabyle à la fin du XIXe siècle.

Avec son bataillon de zouaves, le général Pâté lance un assaut frontal sur Taourirt At-Menguellet, tandis qu'il ordonne au colonel Deligny d'emmener le bataillon du 60e de ligne contourner le village par la gauche en passant par un ravin situé en contrebas. Initialement, les Kabyles résistent à l'assaut des zouaves, mais en voyant le mouvement du 60ème de ligne, ils craignent d'être pris à revers et fuient. Tandis que les zouaves pillent le village désert, Deligny et le 60e de ligne poursuivent l'avancée au delà de Taourirt et capturent successivement les villages de Aourir At Menguelet et Tililit. Aux alentours de 17 heures, le général Pâté donne l'ordre de rentrer au camp.
De son côté, le général Bosc s'empare des villages d'El Karn, Taskenfout et Azrou Kollal, non loin de Aguemoun Izem. Alors que les Français quittent Azrou Kollal, les Kabyles lancent une contre-attaque et réinvestissent le village. En sous-nombre face à cette soudaine attaque massive, le général Bosc demande des renforts.
Un second bataillon du 25e léger, qui protégeait une opération de fourrage près du camp, lui est envoyé. Avec ces renforts, il parvient à finalement à reprendre le village. Les Français restent une demi-heure à Azrou Kollal pour s'assurer qu'aucun nouveau retour offensif kabyle n'ait lieu, puis rentrent finalement au camp sans autre incident.
Les pertes de la division Camou lors des affrontements du 17 juin sont de 24 morts et 68 blessés, dont cinq officiers.

### Trêve forcée des 18 et 19 juin
Dans la nuit du 17 au 18 juin, un épais brouillard couvre la région, empêchant de nouveaux affrontements pour les deux jours suivants. Le 19 au matin, les blessés des combats du 17 sont évacués jusqu'au camp de Boubhir par un convoi escorté par deux escadrons du 1er régiment de chasseurs d'Afrique.
Les Kabyles profitent de cette pause forcée dans les hostilités pour renforcer leurs positions. Taourirt At-Menguellet est réinvesti par les guerriers des Aït Menguellat et de leurs alliés, qui fortifient le village à l'aide d'abattis d'arbres, de pierres et autres matériaux de fortune.

### Combats du 20 juin
Le 20 juin au matin, les hostilités peuvent reprendre, le brouillard s'étant dissipé durant la nuit. Les Français découvrent que Taourirt At-Menguelleta a été fortifié et rempli de guerriers kabyles. Aucun contingent kabyle n'est en revanche aperçu du côté des territoires des Aït Iraten et des Aït Itsouragh, les deux autres lieux des combats du 17.
Les Français concentrent par conséquent leurs efforts sur les Aït Menguellat. Parmi la division Camou, le 3e bataillon du 11e léger, ainsi que quatre compagnies prises dans deux bataillons du 60e de ligne sont affectés à la garde du camp. Le reste de la division Camou est envoyé au combat. Parmi la division Mac Mahon, une brigade commandée par le colonel Piat participe aux combats, tandis que le reste des troupes demeurent au camp.
Deux bataillons du 25e léger et une section d'artillerie sont placés sous les ordres du général Bosc sur une crête du côté des Aït Iraten, afin d'empêcher toute surprise venue de cette direction. Le bataillon du 1er régiment de zouaves, le même qui avait capturé Taourirt At-Menguelleta le 17, reçoit l'ordre de prendre à nouveau ce village. Il est épaulé par deux compagnies de tirailleurs algériens.
Quelques décharges d'artillerie sont lancées sur Taourirt, puis les zouaves passent à l'attaque. Une fusillade d'environ 20 minutes s'engage avec les guerriers kabyles défendant le village, mais ces derniers battent finalement en retraite lorsqu'ils s'aperçoivent que les tirailleurs algériens sont en train de les contourner, et se replient vers les autres villages plus à l'ouest. Malgré sa durée, la fusillade a fait peu de victimes. Les Français perdent 4 morts et 25 blessés.
Après avoir capturé Taourirt et Ouaghzen, les zouaves et les tirailleurs s'établissent sur le plateau à l'ouest de ces villages. Le colonel Deligny, avec le 1er et le 3e bataillon du 60e de ligne, se lance à l'attaque de Tililit, où s'est réfugiée une partie des défenseurs de Taourirt après leur fuite. Tililit est rapidement capturé, ainsi que le sont ensuite les villages de Aourir et Tazga-Melloul.
Une fois en possession des villages vides (les habitants les ayant, comme à l'accoutumée, évacués avant les combats), les Français saccagent autant que possible les infrastructures. L'ordre a été donné de provoquer un maximum de dégâts matériels afin de faire passer aux Aït Menguellat l'envie de continuer les hostilités. Les arbres fruitiers des vergers des alentours sont coupés à la scie et à la hache. Des foyers sont préparés avec des matériaux inflammables en divers points des villages afin d'y mettre le feu lorsque l'ordre sera donné de se retirer.
Un certain nombre de guerriers kabyles se sont regroupés dans un ravin au sud de Taourirt après leur fuite, et commencent à remonter vers le village. Le colonel Piat se porte à leur rencontre avec un bataillon du 3e régiment de zouaves et quatre compagnies du 71e de ligne. Les Kabyles sont refoulés après avoir perdu une quarantaine d'hommes, et les troupes de Piat s'emparent des villages de Tamedjout et Aït Ailem.
Des unités du génie sont déployées dans les villages capturés pour aider à leur destruction. À Taourirt, capitale des Aït Menguellat, la grande mosquée blanche qui domine le village et fait la fierté de la tribu, est détruite à l'aide d'explosifs.
Vers une heure de l'après-midi, les ravages exercés dans les villages des Aït Menguellat paraissant suffisants pour laisser un souvenir durable, la retraite est ordonnée. Aussitôt, les Kabyles, qui tiraillaient depuis les collines environnantes, passent à l'offensive. Le village de Tazga-Melloul, dont l'incendie ne devait être allumé qu'au dernier moment, car la configuration des lieux n'aurait autrement pas permis le retrait des troupes françaises, échappe à la destruction, le feu nourri des Kabyle empêchant aux Français d'allumer le brasier. De leur côté, les troupes du colonel Piat se replient sur Taourirt, après avoir brûlé les villages qu'elles occupaient.
Lors de l'évacuation de Tililit, la compagnie de grenadiers du 3ème bataillon du 60ème de ligne qui sert d'arrière-garde sous le commandement du colonel Deligny, se retrouve ralentie par des décombres embrasés qui obstruent le passage à travers les ruelles en feu. Les guerriers kabyles leur tombent dessus, et plusieurs Français tombent sous les balles. Le colonel Deligny est blessé d'une balle dans la tête. Le cheval du colonel est pris par un guerrier nommé Sliman ou Abach, originaire du village de Ighil Bougueni. Sa montre en or est saisie par un dénommé El-Hadj Ali Naït ou Arzen, de Tizi Rached. Une offensive du bataillon de zouaves qui occupe le cimetière en arrière de Tililit, épaulé par un bataillon du 60e de ligne, repousse les Kabyles et permet ainsi au colonel, qui est toujours inconscient, d'échapper in extremis à la capture.
Les zouaves prennent l'arrière-garde, et de vifs affrontements ont lieu près de la qoubba de Djeddi-Menguellat. Un bataillon du 11e léger les remplace ensuite à l'arrière-garde aux alentours de Taourirt, avant d'être lui-même relevé par le bataillon du 3e régiment de zouaves, de la division Mac Mahon. Aux alentours de 17 heures, toutes les troupes françaises sont de retour au camp.
La Division Camou eut dans cette journée 27 tués (dont deux officiers) et 154 blessés (dont dix officiers). La division Mac Mahon subit quant à elle un tué et 29 blessés, portant le total des pertes françaises pour le 20 juin à 28 morts et 183 blessés. Selon les dires de certains déserteurs kabyles, les Kabyles essuyèrent durant cette journée plus de 200 morts.

### Soumission des Aït Menguellat, Aït Iraten et Aït Itsouragh
Dès le 21, les Aït Menguellat, dont les villages ont le plus souffert, viennent entamer des négociations, qui aboutissent le 23 à la soumission de la tribu. Les Aït Iraten engagent ce même jour des pourparlers avec les Français, qui se soldent finalement par leur soumission le 25 juin.
Les Français se préparent à enfin quitter la zone, mais le général Randon veut cependant d'abord s'assurer de la soumission des Aït Itsouragh. Bien qu'ils n'aient pas pris part aux combats du 20 juin, ils ne sont néanmoins toujours pas venus officiellement lui présenter leur soumission. Le 26 au matin, la colonne française lève le camp du Sebt des Aït Yahia, et pénètre sur le territoire des Aït Itsouragh, au sud-est. La colonne passe par Ouerdja, puis vire en direction du nord-est, vers Timezguida.
Les Aït Itsouragh, qui ont déjà commencé à entamer des négociations, n'ont fait aucun préparatif de défense sur leur territoire, et ne semblent pas vouloir engager d'hostilités. Cependant, alors que les Français installent leur bivouac aux environs de Timezguida, ils sont attaqués par des contingents des Aït Illilten, Aït Idjer et Aït Mellikeche. L'escarmouche qui en résulte coûte aux Français 5 morts et 22 blessés.
La matinée du 27 juin se passe en pourparlers. Les délégations des Aït Itsouragh assurent aux Français n'être pour rien dans l'attaque de la veille et être impuissants à chasser de leur territoire les contingents des tribus hostiles. Vers l'est, entre Timezguida et Boumessaoud, les Français aperçoivent des Kabyles en train d'ériger des fortifications en pierres sèches.
Dans la soirée du 27, les chefs des Aït Itsouragh viennent officiellement présenter leur soumission. Dans cette même soirée, une nouvelle escarmouche avec des contingents insoumis aux alentours du camp coûte aux Français un mort et 5 blessés. La soumission des Aït Itsouragh assurée, plus rien ne retient les Français dans le Djurdjura. Néanmoins, avant de quitter la région, le général Randon veut s'attaquer aux contingents hostiles qui se sont retranchés derrière des fortifications de fortune à l'est du camp, entre Timezguida et Boumessaoud.
Au matin du 28, alors que les colonnes d'attaque de la division Camou marchent en direction des fortifications kabyles, le capitaine Wolff et le bachagha Belkacem Oukaci, accompagnés de quelques cavaliers, apportent en urgence une dépêche au général Randon. À la suite de négociations avec les contingents insoumis durant la nuit, ils assurent à Randon que le combat ne sera pas nécessaire. En effet, quelques minutes après, les guerriers des Aït Mellikeche quittent la zone. Ils sont rapidement imités par d'autres tribus et bientôt, tous les contingents kabyles se sont dispersés.
Les colonnes françaises reprennent alors leur marche en direction du nord, où le général Randon compte enfin aller soumettre les Aït Idjer.

### Combats contre les Aït Idjer
Les Français redescendent dans la vallée du Sébaou en passant par le village de Ighil Igoulmimene, puis établissent leur camp à Irhil Sidi Bou Yakoub. Dans la journée du 29, le général Randon, accompagné par la cavalerie, va faire une reconnaissance sur le territoire des Aït Idjer. Durant la nuit, une escarmouche autour du camp coûte la vie à un tirailleur algérien.
Le 30 à l'aube, les colonnes françaises se mettent en marche en direction du Tleta (emplacement du marché du mardi) des Aït Idjer, où elles doivent établir leur camp. Les guerriers des Aït Idjer ont établi une ligne défensive entre les villages de Bouzeguène et Ait Sidi Amar. Une compagnie du 3e zouaves les met en fuite et capture Bouzeguène, faisant perdre aux Kabyles une cinquantaine de combattants. Dans le même temps, un bataillon de tirailleurs algériens et trois bataillons de la division Camou se portent sur le village de Ihatoussène, où se sont retranchés quelques centaines de guerriers kabyles. Ils en sont rapidement délogés par des décharges d'artillerie.
Les troupes françaises se retirent ensuite de ces villages, et vont installer leur camp au Tleta des Aït Idjer. Les zouaves de la division Camou s'emparent du village de Ibouyisfene, un peu au nord, où ils laissent deux compagnies afin de s'assurer qu'aucune attaque ne soit faite sur le camp depuis cette position. Les pertes françaises durant cette journée s'élèvent à 5 morts et 74 blessés.
Dans la matinée du 1er juillet, les Français s'attaquent au village de Sahel. Un bataillon du 1er régiment de zouaves, deux bataillons du 60e léger, un bataillon du 25e léger et les tirailleurs indigènes s'emparent, sans avoir à combattre, du village désert. Ils procèdent ensuite méthodiquement à sa destruction, tandis que les contingents kabyles les observent, sans réagir, depuis les collines environnantes.
Leur œuvre de destruction achevée, les Français se retirent du village aux alentours de midi. Durant leur retraite vers le camp, ils essuient quelques coups de fusils de la part des Kabyles, portant à trois blessés les pertes françaises de cette journée. Des négociations sont tièdement ouvertes par les Aït Idjer, mais elles n'aboutissent pas, les deux partis refusant de fléchir.
Le 2 juillet, à 8 heures du matin, six bataillons des deux divisions sont lancés en direction du village de Taourirt-n-Aït Hidjer. En chemin, des affrontements ont lieu dans les villages de Bouzeguène et Ait Sidi Amar, où se sont retranchés des combattants kabyles. Vers 9 heures et demie, les premiers bataillons de la division Mac Mahon arrivent aux abords de Taourirt.
Les guerriers kabyles retranchés dans le village, au nombre de 500 environ, résistent à plusieurs bombardements d'artillerie, mais finissent par prendre la fuite lorsque l'infanterie française donne l'assaut. Tandis que plusieurs bataillons sont placés autour du villages pour contenir d'éventuelles offensives kabyles, 300 hommes du 16e léger et 80 hommes du génie s'attèlent à la destruction de Taourirt. Les charpentes des toitures et les portes en bois sont arrachées et utilisées comme combustible pour les foyers d'incendie, les murs sont abattus, les vergers sont rasés. Des explosifs sont utilisés pour faire sauter la mosquée du village.
Une fois leur opération de dévastation accomplie, les troupes françaises se replient vers leur camp. Comme à leur habitude, les Kabyles passent soudainement à l'offensive au moment où les Français évacuent le village, mais ils sont efficacement tenus à distance par l'arrière-garde française. Les combats du 2 juillet coûtent 5 tués et 26 blessés à la division Camou, et un tué et 29 blessés (dont un officier) à la division Mac Mahon.

### Soumission des Aït Idjer et fin de l'expédition
Dans la soirée du 2 juillet, des représentants des Aït Idjer viennent faire leur soumission, acceptant cette fois pleinement les conditions des Français. Cependant, le général Randon refuse leur soumission, au motif que les notables présents ne représentent que 10 villages sur les 22 que comporte la tribu. Randon menace de continuer à leur faire éprouver les misères de la guerre s'il n'obtient pas rapidement la soumission complète des 22 villages.
Le 4 juillet, tous les villages des Aït Idjer envoient finalement une délégation, et leur soumission est acceptée. Outre un impôt de guerre d'une valeur équivalente à 20 000 francs, il leur impose de fournir 15 otages parmi les notables de la tribu pour garantir l'exécution des conditions de la paix.
Avec la soumission des Aït Idjer, l'expédition prend fin. Le 6 juillet au matin, les deux divisions françaises se séparent. La division Mac Mahon se dirige sur Akfadou à l'est, tandis que la division Camou va bivouaquer à Chaouffa, à l'ouest. Le 7 juillet, le général Randon quitte la division Camou et se dirige sur Dellys, où il s'embarque le lendemain en direction d'Alger. La colonne de Mac Mahon arrive finalement à Sétif le 11 juillet, tandis que celle de Camou atteint ses baraquements à Alger le 14.

## Conséquences
Le succès de l'expédition française permit de tuer dans l'œuf une insurrection qui aurait pu s'avérer critique pour les intérêts de la France en Algérie, à un moment où elle avait ses armées occupées ailleurs. L'empereur Napoléon III félicita personnellement le général Randon pour son expédition réussie.
À la suite de la soumission des tribus des versants nord du Djurjura, le chérif Boubaghla se réfugia chez les Aït Mellikeche, l'une des rares tribus de Kabylie toujours non-soumise aux français. Il y fut accueilli sans enthousiasme, le prestige dont il jouissait ayant été terni par la défaite.

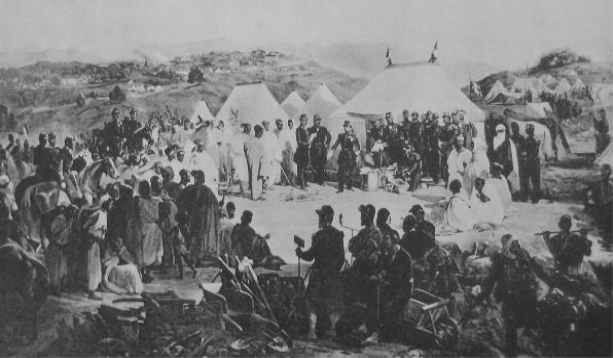
Les Aït Iraten se soumettant à nouveau au général Randon en 1857.

Boubaghla mourut finalement le 26 décembre 1854, lors d'une escarmouche avec les Aït Abbas, une tribu soumise à la France. Alors qu'il tentait une razzia contre les troupeaux de cette tribu avec un petit nombre de guerriers des Aït Mellikeche, il fut surpris par des cavaliers des Aït Abbas, dirigés par le caïd Lakhedar ben Ahmed El Mokrani et son frère Boumezrag El Mokrani (tous deux frères de Mohammed ben Ahmed El Mokrani qui deviendra célèbre en 1871). Touché par plusieurs tirs de fusils, Boubaghla fut ensuite décapité par un dénommé Lakhedar ben Derradji. Son crâne, plus tard exposé au Musée de l'Homme, ne sera restitué à l'Algérie que le 3 juillet 2020.
La soumission obtenue par les Français lors de l'expédition de 1854 fut cependant de courte durée. En 1856, plusieurs tribus se soulevèrent à nouveau, et ce ne fut qu'en 1857, à la suite d'une grande expédition mobilisant 35 000 troupes françaises réparties en trois divisions, que la France parvint à « pacifier » la Kabylie sur le long terme.
Lorsqu'il soumit à nouveau les Aït Iraten en 1857, Randon leur reprocha de ne pas avoir respecté la soumission qu'ils avaient faite au Sebt des Aït Yahia en 1854. Afin d'éviter qu'un tel manquement se reproduise, il fit procéder à la construction de Fort-Napoléon sur leur territoire, qui assura ainsi une présence militaire française permanente dans les montagnes du Djurdjura.

## Postérité
La longue durée de cette expédition (qui ne devait initialement durer que 15 jours) donna lieu, tandis qu'elle se déroulait, à de nombreuses rumeurs parmi la population d'Alger. On y disait que les deux divisions n'avaient pu effectuer leur jonction, que les troupes françaises avaient été massacrées, que le général Randon avait été tué, que le général Camou était mort lui aussi. Certains prétendaient même que la France allait devoir abandonner l'Algérie à cause du désastre.
Bien que ces rumeurs infondées furent vite démenties par le retour des colonnes françaises victorieuses, elles s'étaient déjà propagées dans le pays et laissèrent une marque dans la mémoire collective algérienne. Certains parlent encore très sérieusement de cette grande victoire imaginaire des Kabyles de Lalla Fatma et Boubaghla sur les troupes du général Randon lors de l'expédition de 1854 (la plaçant souvent à une date erronée vers fin juillet alors que les derniers combats avaient eu lieu le 2 juillet).